# Ecitoninae
Ecitoninae este o subfamilie de furnici.
Sunt furnici carnivore care se caracterizează prin organizarea de expediții periodice de mii de indivizi. Ele nu construiesc colonii și au un mod de viață în continuă mișcare. Unele păsări urmează în mod regulat aceste expediții pentru a găsi insecte și alte animale mici care încearcă să scape de atacul furnicilor.

## Distribuție
Se găsesc în America, din sudul Statelor Unite ale Americii până în nordul Argentinei.

## Ecologie
Acest grup de furnici (cu subfamiliile Aenictinae și Dorylinae) reprezintă furnicile nomade care nu construiesc furnicare, și merg constant dintr-o tabără în alta, purtând în același timp cu ei toată hrana. pentru larvele, care constă din prada nevertebratelor pe care le atacă. 

## Triburi și genuri
Conține 156 de specii în 5 genuri 
- Tribul Cheliomyrmecini
  - Cheliomyrmex - 4 spp.
- Tribul Ecitonini
  - Eciton - 10 spp.
  - Labidus - 10 spp.
  - Neivamyrmex - 130 spp.
  - Nomamyrmex - 2 spp.